# قائمة سفراء الولايات المتحدة الأمريكية لدى اليمن
هذه قائمة سفراء الولايات المتحدة الأمريكية في اليمن.
قبل عام 1990 كانت اليمن مجزأه بين اليمن الشمالي وجمهورية اليمن الديمقراطية الشعبية، أقامت الولايات المتحدة علاقات دبلوماسية مع اليمن الشمالي منذ عام 1946، ومع جنوب اليمن منذ 1967، وقطعت في عام 1969.
في 22 مايو 1990، توحد البلدان تحت كيان الجمهورية اليمنية، وأصبحت السفارة الأمريكية الموجودة في صنعاء هي سفارة الولايات المتحدة في الدولة الجديدة، وفي ذلك الوقت لم يكن هناك سفير في جنوب اليمن، وبالتالي فإن السفير آنذاك إلى شمال اليمن تشارلز فرانكلين دنبار، واصل مهمته لدى الدولة الجديدة حتى 1991.

## السفراء
| الرقم | الصورة | السفير                | تاريخ التعيين  | تاريخ تقديم أوراق الاعتماد | تاريخ انتهاء المهمة | المعين         |
| ----- | ------ | --------------------- | -------------- | -------------------------- | ------------------- | -------------- |
| 1     |        | تشارلز فرانكلين دنبار | 16 يونيو 1988  | 14 أغسطس 1988              | 13 يونيو 1991       | رونالد ريغان   |
| 2     |        | آرثر هايدن هيوز       | 2 أغسطس 1991   | 19 أكتوبر 1991             | 7 نوفمبر 1994       | جورج ه. و. بوش |
| 3     |        | ديفيد جورج نيوتن      | 5 أكتوبر 1994  | 8 يناير 1995               | 16 ديسمبر 1997      | بيل كلينتون    |
| 4     |        | باربرا بودين          | 7 نوفمبر 1997  | 22 ديسمبر 1997             | 30 أغسطس 2001       | بيل كلينتون    |
| 5     |        | إدموند هول            | 7 أغسطس 2001   | 1 أكتوبر 2001              | 13 مارس 2004        | جورج دبليو بوش |
| 6     |        | توماس سي. كراجيسكي    | 12 مايو 2004   | 16 أغسطس 2004              | 16 أبريل 2007       | جورج دبليو بوش |
| 7     |        | ستيفن سيش             | 2 يوليو 2007   | 5 سبتمبر 2007              | 17 مايو 2010        | جورج دبليو بوش |
| 8     |        | جيرالد إم. فايرشتاين  | 17 سبتمبر 2010 | 25 سبتمبر 2010             | 27 سبتمبر 2013      | باراك أوباما   |
| 9     |        | ماثيو إتش. تويلر      | 8 مايو 2014    | 27 مايو 2014               | 16 مايو 2019        | باراك أوباما   |
| 10    |        | كريستوفر ب. هينزل     | 7 يناير 2019   | 20 مايو 2019               | مايو 2021           | دونالد ترامب   |
| 11    |        | ستيفن فاجين           | 7 أبريل 2022   | 1 يونيو 2022               | يشغل المنصب حالياً   | جو بايدن       |